# Агуайо, Альберт
Альберт Хуан Агуайо (англ. Albert Juan Aguayo; род. 16 июля 1934) — канадский невролог, научная деятельность которого связана с Университетом Макгилла.
Родом из Баия-Бланка, в Аргентине (Южная Америка) Агуайо окончил медицинский факультет Национального университета Кордовы. После окончания учёбы в Аргентине, Агуайо продолжал изучение неврологии, работая как помощник врача в клинике неврологии Университета Торонто и Университета Макгилла. В 1967 году Университет Макгилла назначил Алберта Агуайо на должность доцента кафедры неврологии и нейрохирургии. С 2000 по 2005 Агуайо был избран Генеральным секретарём Международной организации по изучению мозга, а впоследствии стал и президентом этой организации с 2006 по 2008 год.

## Научно-исследовательская работа и карьера
Известность доктору Агуайо принесли революционные исследования нервных волокон и нервных проявлений функций. Альберт Агуайо и его команда были первыми, кто продемонстрировал, что нервные волокна, которые находятся в центральной нервной системе и, в частности, в головном мозгу млекопитающих, способны восстанавливать себя после значительного повреждения или травмы. В течение этого исследования, Агуайо использовал различные методики, в том числе и такие как исследования на лабораторных животных. Данные Агуайо вызвали целую революцию в регенеративной медицине. Несмотря на то, что Агуайо был высококвалифицированным клиническим неврологом, в нём победила страсть к экспериментальных исследований, и он сконцентрировал внимание на исследованиях в области нейробиологии. В начале своей карьеры в Университете Макгилла, Агуайо был приглашен Дональдом Бакстером в неврологическую научную клинику Университета Макгилла, где разработал и внедрил новые подходы в неврологической науке.

## Общественная деятельность
Последние общественные обязанности Агуайо также включают в себя председательство в Северо-Американском обществе Неврологии, в Канадской ассоциации неврологов, Канадском Неврологическом обществе. Как научный директор Алберт Агуайо также работал в сети центров передового опыта под названием Canadian Neuroscience Network of Centres of Excellence (Канадская сеть совершенных центров неврологических исследований). Будучи убежденным подвижником неврологии, Альберт Агуайо также проводил много лекций в канадских (Университет Торонто, Университет Макгилла), американских (Гарвардский университет.) и других университетах. Он с энтузиазмом пропагандирует передовую неврологическую науку в высших учебных заведениях. Альберт Агуайо является автором более 150 научных публикаций и получил престижные дипломы Университета Лунда (Швеция) Королевского университета (Канада). Был членом редколлегией 26 известных журналов.

## Награды и знаки отличия
Альберт Хуан Агуайо в настоящее время президент Международной организации по изучению мозга, как бывший директор Центра Университета Макгилла исследований в области неврологии, возглавляет Научно-консультативный совет Фонда Института Фридриха Мишера, расположенного в городе Базель, Швейцария, а недавно был назначен в Консультативный Консорциум. Он был удостоен многих наград и почётных грамот, в том числе ордена Канады, был избран членом Королевского общества Канады в 1984 г. В 1988 г. Агуайо удостоен международной премии Гайрднера за открытие восстановление нейронных связей, которые возможны при поврежденных в центральной нервной системе млекопитающих. В 2011 году введён в Канадский зал медицинской славы.